# Басакорначервина (Ферара)
Басакорначервина (итал. Bassacornacervina) је насеље у Италији у округу Ферара, региону Емилија-Ромања.
Према процени из 2011. у насељу је живело 67 становника. Насеље се налази на надморској висини од 1 м.